# Francesco Arcangeli (1737)
Pour les articles homonymes, voir Francesco Arcangeli et Arcangeli.
Francesco Arcangeli né à Pistoia le 18 mai 1737 et mort à Trieste le 20 juillet 1768, est le meurtrier de l'érudit et critique d'art allemand Johann Joachim Winckelmann, fait sanglant célèbre du XVIIIe siècle.

## Biographie
Natif de Campiglio di Cireglio, frazione de la commune de Pistoia, Francesco Arcangeli était cuisinier de profession et avait déjà fait l'objet de condamnations pénales. 
Winckelmann était arrivé incognito à Trieste le 1er juin 1768 et résidait à l'Osteria Grande dans l'attente d'un navire en partance pour Rome. C'est là qu'il fit la connaissance d'Arcangeli, garçon de café au chômage et voleur à la petite semaine, qui lui rendit visite tous les soirs dans sa chambre où Winckelmann lui montra ses médailles d'or et d'argent, dont celle que l'impératrice Marie-Thérèse venait de lui offrir. Arcangeli ne fut pas seulement émerveillé par les médailles et les anecdotes de la vie de cour, mais également par les tenues recherchées de Winckelmann (chemises de lin à boutons d'or incrustés de cornaline, pantalons de cuir noir,...).
Le 7 juin, Arcangeli accompagna Winckelmann acheter un crayon et un canif. Il retourna ensuite le même jour acheter seul dans la même boutique un couteau, puis dans une autre boutique, de la corde.
Le lendemain, il rendit visite à Winckelmann dans la chambre après dîner comme il en avait l'habitude. C'est là qu'il se jeta sur l'intellectuel pour l'étrangler : Winckelmann le repoussa et Arcangeli sortit son couteau, ils luttèrent. Dans sa déposition, Arcangeli raconta qu'il poignarda Winckelmann non seulement au torse, mais aussi « plus bas », ce qui n'est pas sans connotations sexuelles. Arcangeli s'enfuit ensuite, laissant Winckelmann crier dans les escaliers : « Regardez ce qu'il m'a fait ! ». Winckelmann passa ses dernières heures à faire son testament et pardonna à Arcangeli. Il fut enterré le lendemain au cimetière de la cathédrale San Giusto.
Arcangeli fut néanmoins arrêté et condamné le 18 juillet à être roué vif sur la place devant l'auberge. La sentence fut exécutée deux jours plus tard, le 20 juillet.